# Рой Шайдър
Рой Шайдър (на английски: Roy Scheider), е американски кино и телевизионен актьор, роден през 1932 година, починал през 2008 година. 

## Биография
Името му излиза на преден план през 1971 година, когато се излъчват две хитови заглавия с негово участие – „Клут“ на Алън Пакула и „Френска връзка“ на Уилям Фридкин, за втория от които е номиниран за награда „Оскар“ в категорията „най-добра поддържаща мъжка роля“. В средата на 1970-те години Шайдър блести в трилъра на Стивън Спилбърг „Челюсти“, за да се стигне до епохалното му изпълнение в култовото произведение на Боб Фос „Ах, този джаз“ (1979), където получава втората си номинация за награда „Оскар“ този път в категорията за главна роля.

### Произход и младежки години
Роден е като Рой Ричард Шайдър на 10 ноември 1932 година в град Ориндж, щат Ню Джърси. Майка му Анна Шайдър (моминско Кросън) е с ирландско-католически произход. Баща му Рой Бърнард Шайдър, автомеханик по професия, е с германско-протестантски произход.
Като дете Рой е момче с атлетична натура, участващо в състезания по бейзбол и бокс, където е класифициран в полусредна категория. Той посещава гимназията Колумбия в Мейпълуд, Ню Джърси, където е въведен в училищната зала на славата през 1985 година.
Шайдър изоставя боксовите ръкавици заради сцената, започвайки обучение по драма в Rutgers University и Колеж Франклин и Маршал. След прекарани три години във Военновъздушните сили на Съединените американски щати, през 1968 година той се появява в нюйоркския шекспиров фестивал, където е удостоен с наградата „Obie“ (годишна награда, връчвана на театрални актьори участващи в постановки извън Бродуей). По това време Шайдър участва и в две сапунени опери на телевизионната компания CBS – „Love of Life“ и „The Secret Storm“.

## Избрана филмография
| година | филм           | оригинално заглавие   | роля                             | режисьор            | бележки                                       |
| ------ | -------------- | --------------------- | -------------------------------- | ------------------- | --------------------------------------------- |
| 1971   | Клут           | Klute                 | Франк Лигоурин                   | Алън Пакула         |                                               |
| 1971   | Френска връзка | The French Connection | детектив Бъди Русо               | Уилям Фридкин       | номинация за „Оскар“                          |
| 1975   | Челюсти        | Jaws                  | полицейски началник Мартин Броди | Стивън Спилбърг     |                                               |
| 1976   | Маратонецът    | Marathon Man          | Хенри (Док) Леви                 | Джон Шлезинджър     |                                               |
| 1978   | Челюсти 2      | Jaws 2                | полицейски началник Мартин Броди | Жано Шварц          |                                               |
| 1979   | Ах, този джаз  | All That Jazz         | Джо Гидиън                       | Боб Фоси            | номинации за „Оскар“, „Златен глобус“ и БАФТА |
| 1991   | Гол обяд       | Naked Lunch           | д-р Бенуей                       | Дейвид Кронънбърг   |                                               |
| 1997   | Ударът         | The Rainmaker         | Уилфрид Кийли                    | Франсис Форд Копола |                                               |
| 2004   | Наказателят    | The Punisher          | Франк Касъл-старши               | Джонатан Хенслей    |                                               |